# Azusa Iwashimizu
Azusa Iwashimizu (岩清水 梓, Iwashimizu Azusa, Takizawa, 14 oktober 1986) is een Japans voetbalster die als verdediger speelt.

## Carrière
Iwashimizu begon haar carrière  bij Nippon TV Beleza.
Zij nam met het Japans vrouwenvoetbalelftal deel aan de Wereldkampioenschappen in 2007, 2011, 2015 en Olympische Zomerspelen in 2008 en 2012. Op het WK 2011 stond zij in alle zes de wedstrijden van Japan opgesteld, en behaalde Japan goud op de Spelen. Olympische Zomerspelen 2012 en WK 2015, Japan behaalde Zilver op de Spelen.
Ze heeft 122 interlands voor het Japanse vrouwenelftal gespeeld en scoorde daarin 11 keer.

## Statistieken
| Japans vrouwenvoetbalelftal | Japans vrouwenvoetbalelftal | Japans vrouwenvoetbalelftal |
| Jaar                        | Wed.                        | Dlp.                        |
| --------------------------- | --------------------------- | --------------------------- |
| 2006                        | 10                          | 3                           |
| 2007                        | 13                          | 2                           |
| 2008                        | 18                          | 0                           |
| 2009                        | 3                           | 0                           |
| 2010                        | 13                          | 3                           |
| 2011                        | 17                          | 0                           |
| 2012                        | 11                          | 0                           |
| 2013                        | 10                          | 0                           |
| 2014                        | 14                          | 3                           |
| 2015                        | 10                          | 0                           |
| 2016                        | 3                           | 0                           |
| Totaal                      | 122                         | 11                          |